# Teregova
Teregova là một xã thuộc hạt Caraș-Severin, România. Dân số thời điểm năm 2002 là 4358 người.